# Parcul Edith Wolfson
Parcul Edith Wolfson (sau pe scurt Parcul Wolfson - în ebraică פארק אדית וולפסון) este un parc în sud-estul orașului Tel Aviv din Israel, aflat între Derekh Hashalom (Calea Păcii), Derekh Hatayasim (Calea Aviatorilor) și strada Fiorello La Guardia.

### Istoria și arhitectura parcului
Parcul se află aproape de întâlnirea orașelor Tel Aviv, Givataiym și Ramat Gan. El ocupă pe o suprafață de 10 hectare o colină de calcar înaltă de 57 metri, numită popular Givat Batih, - Dealul Pepenelui, după cuvântul arab pentru pepene verde - „batih”. Denumirea aceasta se datorează faptului că înaintea Războiului din 1948 locuitorii comunei arabe Salame cultivau aici pepeni verzi.
Parcul a fost inaugurat în aprilie 1975 și a fost denumit după Edith Wolfson, soția omului de afaceri și filantropului evreu britanic Sir Isaac Wolfson. Cei doi soți au făcut donații pentru întemeierea parcului, care a fost planificat de arhitecții de peisaj Yossef Segal, Tzvi Dekel și A. Miller.
Parcul cuprinde arii de iarbă, copaci și diverse plante, terenuri de joacă, locuri pentru picnicuri, si un lac mic artificial. Între copaci se află câțiva sicomori bătrâni care au crescut pe deal din vechime, și cărora li s-au adăugat copaci noi.
Pe culmea dealului sculptorul Dani Karavan a ridicat în memoria fondatorilor orașului o structură sculptată ambientală de culoare albă, numită „Kikar levaná” - „Piață albă”, concepută din beton de culoare albă și care se îmbină cu vegetație și cu un măslin. Din acest loc spre apus se pot vedea Tel Avivul și Marea Mediterană, iar înspre răsărit regiunea Shefela și Munții Iudeei.

### Piața albă
Piața albă (1979) este o construcție sculpturală ambientală din beton alb, care se integrează în peisajul vegetației parcului. A fost concepută de artistul Dani Karavan în cinstea fondatorilor Tel Avivului, „orașul alb”. Structurile pieței amintesc aspecte diverse de la începuturile Tel Avivului și din viața locuitorilor săi. În centru se înalță un turn de observație înalt de 20 de metri a cărui înălțime corespunde unui foișor de alarmă din oțel existent anterior. Lângă turn se întinde o piață cu figuri geometrice orientate de la est la vest, și care se află în linie aeriană în dreptul cartierului Ahuzat Bait, precursorul Tel Avivului.
Structurile conțin o piramidă având pe latura de sud o deschidere care permite intrarea luminii soarelui care se mișcă pe paviment și ajunge la linia desemnată pe paviment. Piramida înfățișează corturile în care au locuit pe malul mării ziditorii orașului. Există și un amfiteatru concav care amintește bazinele de irigație ale livezilor de altădată din jurul orașului. O cupolă divizată în două cu un spațiu interior și cu un măslin între cele două jumătăți amintește peisajul cu dune al nisipurilor de pe litoral, iar o structură pătrată  amintește liniile drepte ale construcțiilor în Stil Internațional. Se mai poate remarca o depresiune emisferică, orientată spre sud și care servește drept ceas solar și este folosită adesea ca trambulină. Un canal cu apă parcurge tot lungul pieței, precum și treptele. Culoarea albă a tuturor structurilor este inspirată de ideea „Orașului alb”.

## Legături externe

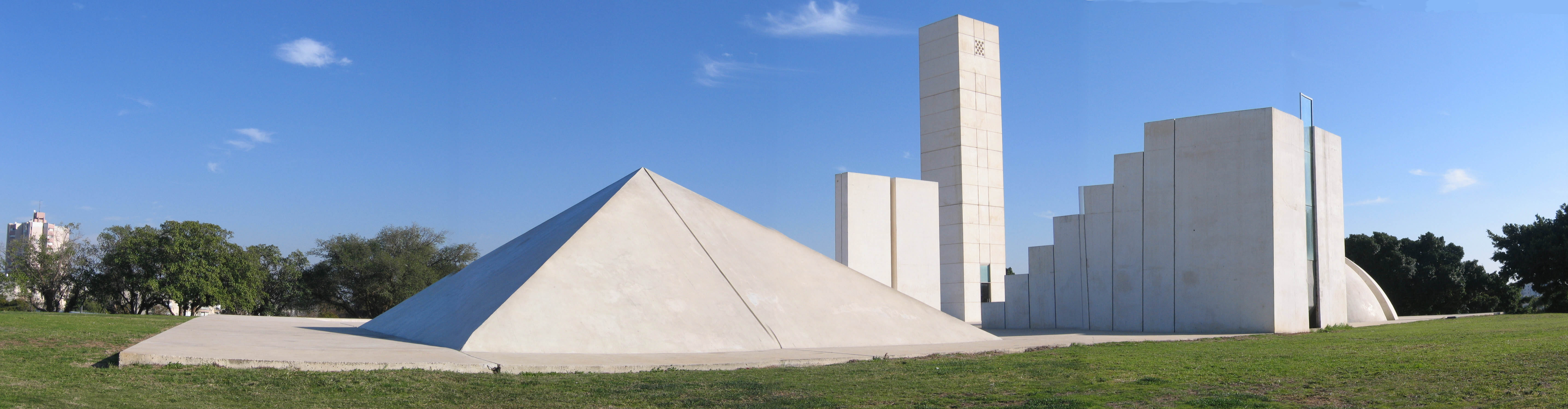